# Cercles
Cercles foi uma comuna francesa na região administrativa da Nova Aquitânia, no departamento Dordonha. Estendia-se por uma área de 14,79 km². Em 2010 a comuna tinha 194 habitantes (densidade: 13,1 hab./km²).
Em 1 de janeiro de 2017, passou a formar parte da nova comuna de La Tour-Blanche-Cercles.